# Black Cat, White Cat
Black Cat, White Cat (Servisch: Црна мачка, бели мачор/Crna mačka, beli mačor) is een Joegoslavische film uit 1998 van Emir Kusturica met in de hoofdrollen Bajram Severdzan, Srđan Todorović, Branka Katić en Florijan Ajdini. De letterlijke vertaling van de titel is Zwarte poes, witte kater. De film is ook bekend onder zijn Franse titel Chat noir, chat blanc.
De film is een romantische komedie over twee Roma misdadigers die hun kinderen aan elkaar uithuwelijken. De acteurs spreken in verschillende talen, waaronder Romani, Bulgaars en Servisch.

## Verhaal
Matko Destanov woont met zijn 17-jarige zoon Zare aan de oever van de Donau in het oosten van Servië nabij de Bulgaarse grens. Hij leeft van handel met Russische schippers. Hij heeft het plan twintig wagons benzine over te kopen. Daarvoor gaat hij naar een oude vriend van zijn vader: de bejaarde gangster Grga Pitić. Matko vertelt hem dat zijn vader is overleden en hij vraagt een lening van 70.000 Mark voor zijn overval. Grga schenkt Matko het geld vanwege het overlijden van zijn vader. In werkelijkheid is de vader van Matko niet dood, maar ligt hij in het ziekenhuis.
Voor de klus schakelt hij de hulp in van de rijke, gokkende en coke snuivende gangster Dadan Karambolo. Dadan zegt hem toe te helpen, maar strijkt echter zelf de winst op door Matko te drogeren, hem te laten bestelen en zelf de wagons te kopen. Matko is hierdoor al zijn geld kwijt. Als Dadan Matko's schuld terugeist, zegt Matko dat hij geen geld meer heeft. Dadan stelt dan voor Zare uit te huwelijken aan zijn 25-jarige zus Afrodita, een kleine vrouw die lieveheersbeestje en Smurfin wordt genoemd, en vervolgens de schuld te vergeten. Matko is niet akkoord met het voorstel, maar stemt nadat hij onder tafel door Dadan en zijn kompanen in elkaar wordt geschopt toe.
Ida, die verliefd is op Zare, heeft de gesprekken gehoord en vertelt aan Zare dat hij uitgehuwelijkt zal worden. Zare ziet echter meer in Ida en Afrodita wil liever wachten op de man van haar dromen. Thuis vertelt Matko zijn vader, die inmiddels uit het ziekenhuis is, wat Dadan hem geflikt heeft. Zarije stelt voor de hulp van Grga Pitić in te schakelen. Matko liegt echter dat Grga dood is, omdat hij tegen Grga heeft gezegd dat Zarije dood is.
De bruiloft wordt georganiseerd bij Matko en Zare thuis. Als de voorbereidingen al aan de gang zijn, beklaagt Zare zich bij zijn grootvader. Zare wil Matko iets gaan aandoen, maar Zarije kan dat tegenhouden. Zarije neemt zich voor het huwelijk op elegante wijze tegen te houden. Hij verstopt zijn geld in zijn accordeon en overlijdt. Zare beseft dat zijn grootvader hem gered heeft, omdat vanwege zijn overlijden eerst een rouwperiode van veertig dagen moet volgen, alvorens er getrouwd kan worden. Zare is van plan na de rouwperiode met Ida te vluchten, maar Dadan stelt voor aan Matko het lichaam van zijn vader te verbergen en het overlijden pas over drie dagen bekend te maken. Matko verstopt het lichaam van Zarije op zolder, waardoor het huwelijk alsnog door kan gaan.
Tijdens het huwelijksfeest lukt het Afrodita door alle drukte te ontsnappen. Door onder een kartonnen doos te gaan zitten en zo naar een luik in de vloer te kruipen, weet ze onopgemerkt weg te komen. Als een lijfwacht erachter komt dat de bruid verdwenen is, verwittigt hij Dadan. Uit woede laat hij buiten twee handgranaten waarmee hij aan het jongleren was, exploderen. Terwijl buiten paniek uitbreekt, geeft hij binnen Zare en Ida de schuld van het verdwijnen van zijn zus. Matko, die op zolder bezig was het ijs aan te vullen om het lijk te koelen, ziet door het zolderraampje Afrodita door een veld rennen. Als hij Dadan wil roepen, zakt hij echter door het plafond, dat door het gesmolten ijs verzwakt was. Als Matko vervolgens vertelt waar hij Afrodita gezien heeft, rennen hij en Dadan met zijn assistenten, zussen en bodyguards naar het bos om haar te zoeken.
Ondertussen is Grga Pitić met zijn twee kleinzoons op weg naar Matko, omdat hij het graf van Zarije wil zien. Grga Veliki heeft echter niets in de gaten als de achterkant van de vrachtwagen opengaat en zijn broer en grootvader op een rijdbaar bed naar buiten rollen en bijna in het water terechtkomen. Als Grga Veliki uiteindelijk merkt dat ze verdwenen zijn, gaat hij ze zoeken. Hij komt echter een wandelende boomstronk tegen. Als hij onder de stronk kijkt, ziet hij Afrodita die zich daar verstopt had. Ze worden meteen verliefd op elkaar. Matko en Dadan zien het tweetal, maar als de hele groep dichterbij komt, begint Grga te schieten. Ze houden elkaar onder schot, totdat Grga Pitić in zijn rijdend bed arriveert en van ver een van de assistenten van Dadan in zijn hand schiet. Hij is boos op zijn kleinzoon, maar als zijn kleinzoon hem de liefde van zijn leven laat zien, is Grga zijn boosheid vergeten. De hele groep keert weer naar het huis van Matko terug om te vieren dat Grga en Afrodita gaan trouwen.
Als ze thuis zijn aangekomen overlijdt Grga Pitić echter plotseling. Dadan wil het huwelijk echter weer door laten gaan, dus verbergen Matko en hij zijn lichaam op zolder, naast dat van Zarije. De volgende ochtend blijken beide mannen echter niet dood te zijn, als ze tegelijkertijd bij bewustzijn komen. In eerste instantie denken ze dat ze in de hemel zijn, omdat beiden hadden gehoord dat de andere overleden was, maar als ze door het gat in het plafond naar beneden kijken, merken ze dat ze nog leven en zijn ze blij dat ze elkaar weer terugzien. Bij de huwelijksvoltrekking tussen Grga en Afrodita moet Dadan enorm poepen, omdat Šujka, de grootmoeder van Ida die de catering verzorgde, een laxerend middel in Dadans drinken had gedaan. Hij kan de huwelijksvoltrekking niet afwachten en rent naar het toilet. Het toilet is echter door Zare, Ida en Šujka gesaboteerd en Dadan valt in de poep in het reservoir onder hem. Op dat moment komt een cruiseschip voorbij waar Zare en Ida graag mee mee willen. Zare neemt de ambtenaar onder schot en dwingt hem in een roeibootje te stappen om daar zijn huwelijk met Ida te voltrekken. Voordat ze wegvaren, geeft Zarije hem nog snel de accordeon, waarin hij zijn geld verstopt had. Als de ambtenaar bezwaar maakt dat er geen getuigen zijn, zegt Zare dat de witte en de zwarte kat, die ook in de boot zitten, de getuigen zijn. Als ze eenmaal op de boot zitten ontdekt Zare het geld dat in de accordeon zit. Aan de oever veegt Dadan zichzelf schoon met een gans en klinken Zarija en Grga op hun vriendschap. Matko ziet met een verrekijker hoe zijn zoon er met het geld van zijn vader vandoor gaat.

## Rolverdeling
| Acteur           | Personage          | Opmerkingen              |
| ---------------- | ------------------ | ------------------------ |
| Bajram Severdzan | Matko Destanov     |                          |
| Srđan Todorović  | Dadan Karambolo    |                          |
| Branka Katić     | Ida                |                          |
| Florijan Ajdini  | Zare Destanov      | Zoon van Matko           |
| Ljubica Adżović  | Šujka              | Grootmoeder van Ida      |
| Zabit Memedov    | Zarije Destanov    | Vader van Matko          |
| Sabri Sulejmani  | Grga Pitić         |                          |
| Jašar Destani    | Grga Veliki        | Kleinzoon van Grga Pitić |
| Salija Ibraimova | Afrodita Karambolo | Zus van Dadan            |

## Prijzen
- Filmfestival Venetië 1998: Zilveren leeuw[1]

## Trivia
- De film is geïnspireerd op de stripverhalen van Alan Ford. Hier wordt in de film zelf naar verwezen door een van de assistenten van Dadan die continu in een stripboekje van Alan Ford aan het lezen is.
- De muziek in de film wordt gespeeld door The No Smoking Orchestra. Deze groep verzorgt de muziek in de meeste films van regisseur Emir Kusturica, die sinds 1986 zelf ook lid is van deze groep.
- Grga Pitić heeft een videoband van de film Casablanca. Hij spoelt de band steeds terug om de slotzin van die film te zien: Humphrey Bogart die zegt: "Louis, I think this is the beginning of a beautiful friendship."
- In zijn huis heeft Dadan een foto van zijn vader hangen. De man op de foto is de acteur Bora Todorović: de vader van de acteur die Dadan speelt.
- In de film is een aantal keer een varken te zien dat aan een Trabant staat te knagen